# 北回帰線 (小説)
『北回帰線』（きたかいきせん、Tropic of Cancer）は、ヘンリー・ミラーの小説。1934年にパリで発表された。
ミラーの処女作であり、自伝的小説でもある。1930年代のフランス（主にパリ）の日常を、過去と現在の視点で描いたもの。1961年にアメリカでも刊行されたが、作品内の性表現が法律に触れ、発禁になった（1964年に連邦最高裁で「わいせつ文書ではない」とする判決があった）。
ジョージ・オーウェルは、「1930年代中頃の中で最も重要な本」としている。

## 邦訳
- 『北回帰線』訳:大久保康雄、新潮文庫
- 『北回帰線』訳:本田康典、ヘンリー・ミラー・コレクション 1（水声社）